# Кропив'янка бура
Кропи́в'янка бура (Curruca lugens) — вид горобцеподібних птахів родини кропив'янкових (Sylviidae). Мешкає в Східній і Центральній Африці. Бура кропив'янка є сестринським видом по відношенню до єменської кропив'янки, ці два види розділилися приблизно 2,9 мільйонів років тому.

## Опис
Довжина птаха становить 13,5 см. Голова кругла, крила відносно короткі, округлі. Верхня частина тіла бура, нижня частина тіла світліша, горло і груди сірувато-коричневі, живіт білуватий. Крила і хвіст темні, крайні стернові пера мають вузькі білі края.

## Підвиди
Виділяють п'ять підвидів:
- C. l. lugens (Rüppell, 1840) — Ефіопське нагір'я;
- C. l. griseiventris (Érard, 1978) — південь центральної Ефіопії (гори Бале[en]);
- C. l. jacksoni (Sharpe, 1899) — від Південного Судану і Уганди (гори Дідінга[en] і Іматонґ[en]) до Кенії, північної Танзанії, південного сходу ДР Конго (нагір'я Марунґу[en]) і Малаві;
- C. l. clara (Meise, 1934) — південна Танзанія (нагі'я Матенго[en]);
- C. l. prigoginei (Schouteden, 1952) — схід ДР Конго (гори Ітомбве).

## Поширення і екологія
Бурі кропив'янки мешкають в Південному Судані, Уганді, Ефіопії, Кенії, Танзанії, Демократичній Республіці Конго і Малаві. Вони живуть в сухих саванах і акацієвих рідколіссях, на висоті від 1400 до 3700 м над рівнем моря. Живляться комахами, павуками, ягодами, насінням.